# Yokosuka K4Y
Lo Yokosuka K4Y, indicato anche Idrovolante da addestramento per la Marina Tipo 90 (九〇式水上初歩練習機?) in base alle convenzioni di designazione allora vigenti, fu un idrovolante a scarponi da addestramento primario, biposto, monomotore e biplano, sviluppato dall'ufficio di progettazione giapponese "Kūgishō", il Primo arsenale tecnico aeronavale di Yokosuka nei tardi anni venti e prodotto, oltre che dallo stesso, da alcune aziende aeronautiche nazionali.
Realizzato complessivamente in 211 esemplari fino al 1940, venne impiegato per la formazione dei piloti della Dai-Nippon Teikoku Kaigun Kōkū Hombu, la componente aerea della Marina imperiale giapponese, prima affiancando e poi rilevando progressivamente i precedenti Yokosuka K1Y e K2Y, rimanendo in servizio come principale addestratore basico fino ai primi anni quaranta, durante la guerra del Pacifico.

## Storia del progetto
Nel corso degli anni trenta, nell'ambito di un rinnovamento del proprio parco velivoli, le autorità della Marina Imperiale ritennero necessario richiedere la fornitura di un nuovo modello di idrovolante da addestramento primario destinato a sostituire gli oramai datati K1Y in servizio dal 1925. A questo scopo venne contattato l'arsenale aeronavale di Yokosuka, dove un gruppo di lavoro diretto dagli ingegneri Jiro Saha e Tamefumi Suzuki avviò il progetto di un velivolo adatto allo scopo, un aereo che non si sarebbe discostato molto dall'impostazione generale dei modelli che lo avevano preceduto, un idro a scarponi monomotore in configurazione traente, dalla velatura biplana, biposto con abitacoli separati in tandem.
Pur nell'aspetto conservativo, il nuovo progetto introduceva una soluzione tecnologica avanzata, per la prima volta applicata ad un velivolo di concezione nazionale: abbandonando la costruzione interamente lignea, per adottare una fusoliera con struttura in tubi in acciaio saldati, e pur presentando ancora entrambi i piani alari realizzati in legno ricoperti in tela trattata e verniciata, al fine di diminuire l'area frontale le due ali erano collegate da una sola coppia di montanti interalari per lato, anziché i due adottati dai precedenti modelli, soluzione che avrebbe consentito di migliorare le prestazioni del modello.
La costruzione dei due prototipi da destinare, come di consueto, alle valutazioni da parte della commissione della Marina si svolse durante il 1930 presso lo stabilimento attrezzato dell'arsenale; entrambi i velivoli vennero equipaggiati con un motore Hatakaze, un 4 cilindri in linea raffreddato ad aria da 90 hp (67 kW), completati e portati in volo per la prima volta quello stesso anno. I prototipi furono ritenuti rispondenti alle aspettative e le autorità militari della marina Imperiale autorizzarono la produzione in serie del modello, attribuendogli ufficialmente la designazione "Idrovolante da addestramento per la Marina Tipo 90" o, in base ad altra convenzione, K4Y1, con la sola differenza della propulsione, affidata invece al motore radiale 7 cilindri Gasuden Jimpu da 130 hp (96 kW).
Venne inizialmente stipulato un contratto di fornitura con la Watanabe Tekkōsho che, dal maggio 1933 al 1939, realizzò 156 esemplari, integrati da un secondo lotto, commissionato alla Nippon Hikōki, di 53 unità costruite tra il 1939 ed il 1940.

## Impiego operativo
I primi K4Y1 iniziarono ad essere consegnati ai reparti da addestramento della marina Imperiale dal 1933, andando progressivamente a sostituire i K1Y più anziani e maggiormente provati nell'integrità strutturale. Il modello rimase in servizio durante gli anni trenta fino ai primi anni quaranta, contribuendo a formare numerosi piloti che combatterono durante la seconda guerra sino-giapponese e la guerra del Pacifico. Benché sviluppati per esigenze militari, alcuni esemplari furono destinati ad uso civile.

## Utilizzatori
Giappone
- Dai-Nippon Teikoku Kaigun Kōkū Hombu

### Annotazioni
1. ↑  La bibliografia anglofona, diventata poi internazionalmente riconosciuta, attribuisce spesso come costruttore l'arsenale navale della Marina imperiale giapponese presso Yokosuka mentre la bibliografia giapponese cita il Kūgishō (空技廠) come contrazione del termine "Kōkū Gijutsu-shō".

### Fonti
1. ↑  Mikesh e Abe 1990, pp. 277-278.
2. ↑  Mikesh e Abe 1990, pp. 273, 277.
3. 1 2 3  Mikesh e Abe 1990, p. 277.
4. 1 2  Francillon, 1979, p. 494.